# Fator de transformação do crescimento beta

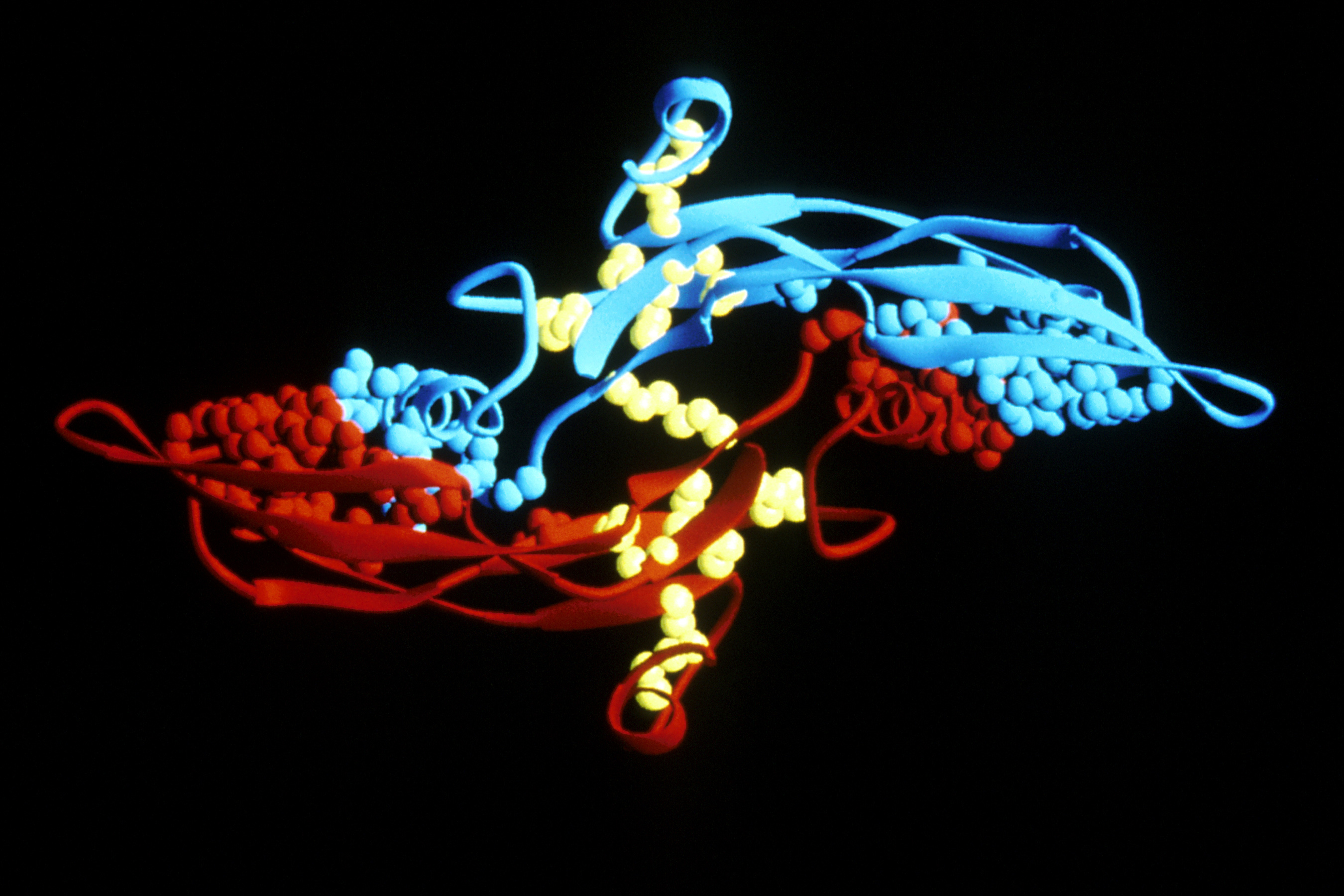
Computação gráfica do TGF-beta. O TGF-beta é uma citocina com três isoformas diferentes, que regula muitas funções celulares, incluindo proliferação, diferenciação, adesão e migração celular.

O fator de crescimento transformador beta (TGF-β, TGFB, TGF-beta ou TGF beta, do inglês transforming growth factor beta) é uma citocina multifuncional pertencente à superfamília do fator de crescimento transformador que inclui três isoformas diferentes de mamíferos (TGF-β 1 a 3, símbolos HGNC: TGFB1, TGFB2, TGFB3) e muitas outras proteínas de sinalização (inibinas, ativina, hormônio anti-mülleriano, proteína morfogenética óssea, decapentaplégico [dpp] e VG-1.). As proteínas TGFB são produzidas por todas as linhagens de glóbulos brancos. Essa proteína que controla a proliferação, diferenciação celular e outras funções na maioria das células. Ela desempenha um papel na imunidade, câncer, doenças cardíacas, diabetes e síndrome de Marfan. TGF-beta atua como um fator antiproliferativo em células epiteliais normais e em estágios iniciais da oncogênese.
Complexos de TGF-β ativados com outros fatores para formar um complexo serina/treonina quinase que se liga aos receptores de TGF-β. Os receptores TGF-β são compostos por subunidades de receptores tipo 1 e tipo 2. Após a ligação do TGF-β, o receptor quinase tipo 2 fosforila e ativa o receptor quinase tipo 1 que ativa uma cascata de sinalização. Isso leva à ativação de diferentes substratos e proteínas reguladoras a jusante, induzindo a transcrição de diferentes genes alvo que funcionam na diferenciação, quimiotaxia, proliferação e ativação de muitas células do sistema imunológico.
O TGF-β é secretado por muitos tipos de células, incluindo macrófagos, em uma forma latente na qual é complexado com dois outros polipeptídeos, a proteína latente de ligação ao TGF-beta (LTBP) e o peptídeo associado à latência (LAP). As proteinases séricas, como a plasmina, catalisam a liberação de TGF-β ativo do complexo. Isto ocorre frequentemente na superfície dos macrófagos onde o complexo latente de TGF-β está ligado ao CD36 através do seu ligante, a trombospondina-1 (TSP-1). Estímulos inflamatórios que ativam macrófagos aumentam a liberação de TGF-β ativo, promovendo a ativação da plasmina. Os macrófagos também podem endocitar complexos de TGF-β latentes ligados a IgG que são secretados pelas células plasmáticas e então liberar TGF-β ativo no fluido extracelular. Entre as suas principais funções está a regulação de processos inflamatórios, particularmente no intestino. O TGF-β também desempenha um papel crucial na diferenciação de células-tronco, bem como na regulação e diferenciação de células T.
Devido ao seu papel na regulação e diferenciação de células-tronco e imunológicas, é uma citocina altamente pesquisada nas áreas de câncer, doenças autoimunes e doenças infecciosas.
A superfamília TGF-β inclui proteínas endógenas inibidoras do crescimento; um aumento na expressão de TGF-β frequentemente se correlaciona com a malignidade de muitos cânceres e um defeito na resposta de inibição do crescimento celular ao TGF-β. Suas funções imunossupressoras passam então a dominar, contribuindo para a oncogênese. A desregulação de suas funções imunossupressoras também está implicada na patogênese de doenças autoimunes, embora seu efeito seja mediado pelo ambiente de outras citocinas presentes.

## Estrutura
Os três principais tipos de TGF-beta em mamíferos são:
- TGF beta 1 – TGFB1[10][11]
- TGF beta 2 – TGFB2[12][13]
- TGF beta 3 – TGFB3[14][15]

Um quarto membro, TGF beta 4, foi identificado em aves - TGRB4 (sinônimos: fator beta-4 associado ao sangramento endometrial (EBAF), proteína precursora Lefty, LEFTA, Fator de Determinação Direita-Esquerda 2, LEFTYA, Fator de Determinação Direita-Esquerda A, Fator de Crescimento Transformador Beta-4, Proteína Lefty-2, Proteína Lefty-A). Um quinto membro, TGFB5, foi identificado apenas em sapos.
As estruturas peptídicas das isoformas do TGF-β são altamente semelhantes (homologias da ordem de 70-80%). Todos eles são codificados como grandes precursores de proteínas; O TGF-β1 contém 390 aminoácidos e o TGF-β2 e o TGF-β3 contêm, cada um, 412 aminoácidos. Cada um deles tem um peptídeo sinal N-terminal de 20 a 30 aminoácidos que necessitam para a secreção de uma célula, uma pró-região chamada peptídeo associado à latência (LAP - Alias: Pro-TGF beta 1, LAP/TGF beta 1) , e uma região C-terminal de 112-114 aminoácidos que se torna a molécula madura de TGF-β após sua liberação da região pró por clivagem proteolítica. A proteína TGF-β madura dimeriza para produzir uma proteína ativa de 25 kDa com muitos motivos estruturais conservados. O TGF-β possui nove resíduos de cisteína que são conservados em sua família. Oito formam ligações dissulfeto dentro da proteína para criar uma estrutura de nó de cisteína característica da superfamília TGF-β. A nona cisteína forma uma ligação dissulfeto com a nona cisteína de outra proteína TGF-β para produzir um dímero. Acredita-se que muitos outros resíduos conservados no TGF-β formem uma estrutura secundária através de interações hidrofóbicas. A região entre a quinta e a sexta cisteínas conservadas abriga a área mais divergente das proteínas TGF-β que está exposta na superfície da proteína e está implicada na ligação ao receptor e na especificidade do TGF-β.

## Complexo latente de TGF-β
Todos os três TGF-βs são sintetizados como moléculas precursoras contendo uma região propeptídeo além do homodímero de TGF-β. Após ser sintetizado, o homodímero TGF-β interage com um Peptídeo Associado à Latência (LAP), uma proteína derivada da região N-terminal do produto do gene TGF-β, formando um complexo denominado Pequeno Complexo Latente (SLC). Este complexo permanece na célula até ser ligado por outra proteína chamada Proteína Latente de Ligação ao TGF-β (LTBP), formando um complexo maior chamado Grande Complexo Latente (LLC). É esse LLC que é secretado para a matriz extracelular (MEC).
Na maioria dos casos, antes da LLC ser secretada, o precursor do TGF-β é clivado do propeptídeo, mas permanece ligado a ele por ligações não covalentes. Após sua secreção, ele permanece na matriz extracelular como um complexo inativado contendo tanto o LTBP quanto o LAP que precisa ser processado posteriormente para liberar o TGF-β ativo. A ligação do TGF-β ao LTBP é feita por ligação dissulfeto, o que permite que ele permaneça inativo, impedindo-o de se ligar aos seus receptores. Como diferentes mecanismos celulares requerem níveis distintos de sinalização de TGF-β, o complexo inativo desta citocina oferece oportunidade para uma mediação adequada da sinalização de TGF-β.
Existem quatro isoformas diferentes de LTBP conhecidas: LTBP-1, LTBP-2, LTBP-3 e LTBP-4. A mutação ou alteração de LAP ou LTBP pode resultar em sinalização inadequada de TGF-β. Camundongos sem LTBP-3 ou LTBP-4 demonstram fenótipos consistentes com os fenótipos observados em camundongos com sinalização de TGF-β alterada. Além disso, isoformas específicas de LTBP têm uma propensão a associar-se com isoformas específicas de LAP•TGF-β. Por exemplo, é relatado que o LTBP-4 se liga apenas ao TGF-β1, assim, a mutação no LTBP-4 pode levar a complicações associadas ao TGF-β que são específicas de tecidos que envolvem predominantemente o TGF-β1. Além disso, as diferenças estruturais dentro dos LAP proporcionam diferentes complexos latentes de TGF-β que são seletivos, mas a estímulos específicos gerados por ativadores específicos.

## Ativação
Embora o TGF-β seja importante na regulação de atividades celulares cruciais, apenas algumas vias de ativação do TGF-β são conhecidas atualmente, e o mecanismo completo por trás das vias de ativação sugeridas ainda não é bem compreendido. Algumas das vias de ativação conhecidas são específicas de células ou tecidos, enquanto outras são observadas em vários tipos de células e tecidos. Proteases, integrinas, pH e espécies reativas de oxigênio são apenas alguns dos fatores atualmente conhecidos que podem ativar o TGF-β, conforme discutido abaixo. É bem sabido que as perturbações desses fatores de ativação podem levar a níveis desregulados de sinalização de TGF-β que podem causar várias complicações, inclusive inflamação, distúrbios autoimunes, fibrose, câncer e catarata. Na maioria dos casos, um ligante de TGF-β ativado iniciará a cascata de sinalização de TGF-β, desde que os receptores I e II de TGF-β estejam disponíveis para ligação. Isso se deve a uma alta afinidade entre o TGF-β e seus receptores, sugerindo por que a sinalização do TGF-β recruta um sistema de latência para mediar sua sinalização.

## Ativação independente de integrina

### Ativação por protease e metaloprotease
A plasmina e várias metaloproteinases de matriz (MMP) desempenham um papel fundamental na promoção da invasão tumoral e do remodelamento tecidual ao induzir a proteólise de vários componentes da MEC. O processo de ativação do TGF-β envolve a liberação do LLC da matriz, seguida de proteólise adicional do LAP para liberar o TGF-β para seus receptores. Sabe-se que a MMP-9 e a MMP-2 clivam o TGF-β latente. O complexo LAP contém uma região de articulação sensível à protease que pode ser o alvo potencial para essa liberação de TGF-β. Apesar de ter sido comprovado que as MMPs desempenham um papel fundamental na ativação do TGF-β, os camundongos com mutações nos genes MMP-9 e MMP-2 ainda podem ativar o TGF-β e não apresentam nenhum fenótipo de deficiência de TGF-β, o que pode refletir a redundância entre as enzimas ativadoras, sugerindo que outras proteases desconhecidas podem estar envolvidas.

### Ativação por pH
Condições ácidas podem desnaturar o LAP. O tratamento do meio com extremos de pH (1,5 ou 12) resultou em uma ativação significativa de TGF-β, conforme demonstrado por ensaios de receptor de rádio, enquanto o tratamento com ácido leve (pH 4,5) produziu apenas 20-30% da ativação alcançada pelo pH 1,5.

### Ativação por espécies reativas de oxigênio (ROS)
A estrutura do LAP é importante para manter sua função. A modificação da estrutura do LAP pode perturbar a interação entre o LAP e o TGF-β, ativando-o assim. Os fatores que podem causar essa modificação podem incluir radicais hidroxila de espécies reativas de oxigênio (ROS). O TGF-β foi rapidamente ativado após a exposição à radiação in vivo ROS.

### Ativação por trombospondina-1
A trombospondina-1 (TSP-1) é uma glicoproteína matricelular encontrada no plasma de pacientes saudáveis com níveis na faixa de 50-250 ng/ml. Sabe-se que os níveis de TSP-1 aumentam em resposta a lesões e durante o desenvolvimento. A TSP-1 ativa o TGF-beta latente formando interações diretas com o complexo de TGF-β latente e induz um rearranjo conformacional que impede sua ligação com o TGF-β maduro.

## Ativação por integrinas contendo Alpha(V)
O tema geral das integrinas que participam da ativação latente do TGF-β1 surgiu de estudos que examinaram mutações/bloqueio da integrina β6, da integrina αV, da integrina β8 e da LAP. Essas mutações produziram fenótipos semelhantes aos fenótipos observados em camundongos nocauteados para TGF-β1. Atualmente, há dois modelos propostos de como as integrinas contendo αV podem ativar o TGF-β1 latente; o primeiro modelo proposto é induzir uma mudança conformacional no complexo TGF-β1 latente e, portanto, liberar o TGF-β1 ativo, e o segundo modelo é por um mecanismo dependente de protease.

### Via do mecanismo de mudança de conformação (sem proteólise)
A integrina αVβ6 foi a primeira integrina a ser identificada como ativadora do TGF-β1. Os LAPs contêm um motivo RGD que é reconhecido pela grande maioria das integrinas contendo αV, e a integrina αVβ6 pode ativar o TGF-β1 ligando-se ao motivo RGD presente no LAP-β1 e no LAP-β3. Após a ligação, ele induz forças celulares mediadas pela adesão que são traduzidas em sinais bioquímicos que podem levar à liberação/ativação do TGFb de seu complexo latente. Essa via foi demonstrada para a ativação do TGF-β em células epiteliais e não associa MMPs.

### Mecanismo de ativação dependente de protease de integrina
Como a MMP-2 e a MMP-9 podem ativar o TGF-β por meio da degradação proteolítica do complexo TGF beta latente, as integrinas contendo αV ativam o TGF-β1 criando uma conexão estreita entre o complexo TGF-β latente e as MMPs. Sugere-se que as integrinas αVβ6 e αVβ3 se ligam simultaneamente ao complexo latente de TGF-β1 e às proteinases, induzindo mudanças conformacionais do LAP e sequestrando as proteinases em estreita proximidade. Independentemente de envolver MMPs, esse mecanismo ainda necessita da associação de integrinas, o que o torna uma via não proteolítica.

## Vias de sinalização

A via SMAD.

A via DAXX.

### Sinalização canônica: a via SMAD
As Smads são uma classe de proteínas de sinalização intracelular e fatores de transcrição para a família TGF-β de moléculas de sinalização. Essa via se assemelha conceitualmente à via de transdução de sinal Jak-STAT caracterizada pela ativação de receptores de citocinas envolvidos, por exemplo, na via de troca de isótipos de células B. Como dito anteriormente, a ligação do ligante de TGF-β ao receptor de TGF-β, a quinase do receptor tipo 2 fosforila e ativa a quinase do receptor tipo 1 que ativa uma cascata de sinalização. No caso da Smad, as proteínas ativadas pelo receptor são fosforiladas pela quinase do receptor de TGF-β do tipo 1, e essas passam a se complexar com outras Smads, que são capazes de se translocar para o núcleo da célula para induzir a transcrição de diferentes efetores.
Mais especificamente, os complexos de TGF-β ativados se ligam ao domínio tipo 2 do receptor de TGF-β, que então recruta e fosforila um receptor tipo 1. Em seguida, o receptor do tipo 1 recruta e fosforila um SMAD regulado por receptor (R-SMAD). O R-SMAD então se liga ao SMAD comum (coSMAD) SMAD4 e forma um complexo heterodimérico. Esse complexo entra no núcleo da célula, onde atua como um fator de transcrição para vários genes, incluindo os que ativam a via da proteína quinase 8 ativada por mitógeno, que desencadeia a apoptose. A via SMAD é regulada por inibição de feedback. A SMAD6 e a SMAD7 podem bloquear os receptores do tipo I. Há também evidências substanciais de que a sinalização dependente de TGF-β por meio da via SMAD-3 é responsável por muitas das funções inibitórias do TGF-β discutidas em seções posteriores e, portanto, está implicada na oncogênese.
As Smads não são as únicas vias de sinalização reguladas pelo TGF-β. As proteínas de sinalização que não são Smads podem iniciar uma sinalização paralela que, por fim, coopera com as Smads ou faz crosstalk com outras vias de sinalização importantes. Entre elas, a família da proteína quinase ativada por mitógeno (MAPK), que inclui as quinases reguladas extracelulares (ERK1 e 2), as quinases Jun N-terminal (JNKs) e a p38 MAPK, desempenham um papel importante na sinalização do TGF-β. As ERKs 1 e 2 são ativadas pela via Raf-Ras-MEK1/2 induzida por estímulos mitogênicos, como o fator de crescimento epidérmico, enquanto as JNKs e p38 MAPKs são ativadas pela MAPK quinase, ativada pela TGF-β-activated kinase-1 (TAK1) após estímulos de estresse.

### Apoptose por meio da via DAXX
O TGF-β induz a apoptose, ou morte celular programada, em linfócitos e hepatócitos humanos. A importância dessa função é clara em camundongos deficientes em TGF-β, que apresentam hiperproliferação e autoimunidade desregulada. Em uma via apoptótica separada da associação da proteína 6 associada à morte (DAXX) com o receptor de morte Fas, há evidências de associação e ligação entre a DAXX e a quinase do receptor TGF-β tipo 2, em que a DAXX se liga à região C-terminal do receptor TGF-β tipo 2. O mecanismo molecular exato é desconhecido, mas, como uma visão geral, o DAXX é então fosforilado pela proteína quinase 2 que interage com o homeodomínio (HIPK2), que ativa a quinase 1 indutora de sinal de apoptose (ASK1), que ativa a via da quinase Jun amino-terminal (JNK) e, portanto, a apoptose, conforme visto no painel esquerdo da imagem ao lado.

## Inibidores do receptor TGFβ
O galunisertib é o inibidor seletivo e potente da quinase do TGFβRI.

## Imitador de TGF-β
A lombriga parasita Heligmosomoides polygyrus secreta uma molécula que imita a capacidade do TGF-β de mamíferos de se ligar ao complexo TGF-βR e acionar vias de sinalização a jusante. Essa molécula, denominada Hp-TGM, não compartilha nenhuma homologia de sequência com o TGF-β e é secretada pela H. polygyrus em uma forma biologicamente ativa. A Hp-TGM consiste em cinco domínios, sendo que os três primeiros são cruciais para a interação com o complexo TGF-βR, e as funções dos domínios 4 e 5 ainda não são conhecidas. É importante ressaltar que a Hp-TGM é promissora como uma nova terapêutica, pois induz menos fibrose do que o TGF-β in vivo em camundongos e pode ser usada para induzir populações de células T reguladoras FOXP3+ humanas que apresentaram estabilidade muito maior do que as induzidas pelo TGF-β.

## Efeitos nas células imunológicas

### Linfócitos T
O TGF-β1 desempenha um papel na indução de células T CD4+ tanto de células Treg induzidas (células iTreg), que têm uma função reguladora, quanto de células Th17, que secretam citocinas pró-inflamatórias.
O TGF-β1 sozinho precipita a expressão de FOXP3 e a diferenciação de Treg a partir de células T auxiliares ativadas, e o mecanismo para essa diferenciação é desconhecido tanto para as células T reguladoras induzidas quanto para as células T reguladoras naturais. Em modelos de camundongos, o efeito do TGF-β1 parece ser dependente da idade.
Estudos mostram que a neutralização do TGF-β1 in vitro inibe a diferenciação de células T auxiliares em células Th17. A função do TGF-β1 na geração de células Th17 vai contra sua conceituação dominante como uma citocina anti-inflamatória; no entanto, o requisito compartilhado entre células imunes inflamatórias e anti-inflamatórias sugere que um desequilíbrio entre esses dois tipos de células pode ser um elo importante para a autoimunidade. A coativação por IL-6 de células dendríticas ativadas, que serve para ativar o fator de transcrição STAT3, é necessária além do TGF-β1 para a diferenciação de células Th17. No entanto, o mecanismo molecular da diferenciação de Th17 não é bem compreendido. Como as células Th17 são distintas das linhagens Th1 e Th2, pois demonstraram ser capazes de desempenhar funções reguladoras, essa é mais uma evidência da função reguladora do TGF-β1 no sistema imunológico.

### Linfócitos B
O TGF-β tem efeitos principalmente inibitórios sobre os linfócitos B. O TGF-β inibe a proliferação de células B. O mecanismo exato é desconhecido, mas há evidências de que o TGF-β inibe a proliferação de células B induzindo o fator de transcrição Id3, induzindo a expressão do inibidor de quinase dependente de ciclina 21 (um regulador da progressão do ciclo celular através das fases G1 e S) e reprimindo outros genes reguladores importantes, como c-myc e ATM. O CD40, uma molécula de superfície fundamental na ativação da resposta imune inata, pode induzir a expressão de Smad7 para reverter a inibição do crescimento das células B induzida pelo TGF-β. O TGF-β também bloqueia a ativação das células B e promove a mudança de classe de IgA nas células B humanas e de camundongo e tem uma função inibitória para a produção de anticorpos.
O TGF-β também induz a apoptose de células B imaturas ou em repouso; o mecanismo é desconhecido, mas pode se sobrepor à sua via antiproliferação. Foi demonstrado que o TGF-β reduz a regulação do c-myc, assim como faz na inibição da proliferação de células B. Sabe-se também que ele induz o inibidor de NF-κB IKBa, inibindo a ativação do NF-κB. O NF-κB é um fator de transcrição que regula a produção de citocinas como IL-1, TNF-a e defensinas, embora sua função na apoptose possa ser separada dessa função.

### Macrófagos
O consenso geral na literatura é que o TGF-β estimula os monócitos em repouso e inibe os macrófagos ativados. Para os monócitos, foi demonstrado que o TGF-β funciona como um quimioatraente, bem como um regulador positivo da resposta anti-inflamatória. No entanto, também foi demonstrado que o TGF-β reduz a produção de citocinas inflamatórias em monócitos e macrófagos, provavelmente pela inibição do NF-κB mencionada anteriormente. Essa contradição pode ser devida ao fato de que o efeito do TGF-β demonstrou ser altamente dependente do contexto.
Acredita-se que o TGF-β desempenhe um papel na ativação alternativa de macrófagos observada em camundongos magros, e esses macrófagos mantêm um fenótipo anti-inflamatório. Esse fenótipo é perdido em camundongos obesos, que não apenas têm mais macrófagos do que os camundongos magros, mas também macrófagos classicamente ativados que liberam TNF-α e outras citocinas pró-inflamatórias que contribuem para um ambiente cronicamente pró-inflamatório.

### Ciclo celular
O TGF-β desempenha um papel crucial na regulação do ciclo celular, bloqueando o progresso na fase G1. O TGF-β causa a síntese das proteínas p15 e p21, que bloqueiam o complexo ciclina:CDK responsável pela fosforilação da proteína retinoblastoma (Rb). Assim, o TGF-β bloqueia o avanço na fase G1 do ciclo. Ao fazer isso, o TGF-β suprime a expressão de c-myc, um gene que está envolvido na progressão do ciclo celular G1.

## Significado clínico

### Câncer
Em células normais, o TGF-β, agindo por meio de sua via de sinalização, interrompe o ciclo celular no estágio G1 para interromper a proliferação, induzir a diferenciação ou promover a apoptose. Em muitas células cancerosas, partes da via de sinalização do TGF-β sofrem mutação, e o TGF-β não controla mais a célula, permitindo a proliferação dessas células. As células estromais circundantes (fibroblastos) também se proliferam. Ambas as células aumentam sua produção de TGF-β. Esse TGF-β atua nas células estromais circundantes, nas células imunológicas, nas células endoteliais e nas células do músculo liso. Ele causa imunossupressão e angiogênese, o que torna o câncer mais invasivo. O TGF-β1 tem sido implicado no processo de ativação das células estreladas hepáticas (HSCs), com a magnitude da fibrose hepática sendo proporcional ao aumento dos níveis de TGF-β. Estudos demonstraram que o ACTA2 está associado à via do TGF-β, que aumenta as propriedades contráteis das HSCs, levando à fibrose hepática. O TGF-β também converte as células T efetoras, que normalmente atacam o câncer com uma reação inflamatória (imune), em células T reguladoras (supressoras), que desativam a reação inflamatória. A integridade normal do tecido é preservada por interações de feedback entre diferentes tipos de células que expressam moléculas de adesão e secretam citocinas. A interrupção desses mecanismos de feedback no câncer danifica o tecido. Quando a sinalização do TGF-β não consegue controlar a atividade do NF-κB nas células cancerígenas, isso tem pelo menos dois possíveis efeitos: primeiro, permite que o tumor maligno persista na presença de células imunológicas ativadas e, segundo, a célula cancerígena sobrevive às células imunológicas porque sobrevive na presença de mediadores apoptóticos e anti-inflamatórios.
Além disso, a proteína FOXP3, como fator de transcrição, é um marcador molecular essencial das células T reguladoras (Treg). O polimorfismo da FOXP3 (rs3761548) pode estar envolvido na progressão do câncer, como o câncer gástrico, por influenciar a função das Tregs e a secreção de citocinas imunomoduladoras, como IL-10, IL-35 e TGF-β.

### Tuberculose
Foi demonstrado que a infecção por Mycobacterium tuberculosis, ou tuberculose, resulta em níveis aumentados de TGF-β ativo no pulmão. Devido à ampla gama de efeitos supressores do TGF-β nas células imunológicas, a modelagem por computador previu que o bloqueio do TGF-β pode melhorar as respostas imunológicas e o resultado da infecção. Pesquisas em modelos animais mostraram ainda que o TGF-β prejudica as respostas imunológicas e que a eliminação da sinalização do TGF-β resulta em uma resposta melhorada das células T e em menor carga bacteriana. Assim, as terapias que bloqueiam o TGF-β podem ter o potencial de melhorar o tratamento da tuberculose.

### Doença cardíaca
Um estudo em animais sugere que o colesterol suprime a capacidade de resposta das células cardiovasculares ao TGF-β e suas qualidades protetoras, permitindo assim o desenvolvimento de aterosclerose e doenças cardíacas, enquanto as estatinas, medicamentos que reduzem os níveis de colesterol, podem aumentar a capacidade de resposta das células cardiovasculares às ações protetoras do TGF-β.

### Síndrome de Marfan
A sinalização do TGF-β provavelmente também desempenha um papel importante na patogênese da síndrome de Marfan, uma doença caracterizada por altura desproporcional, aracnodactilia, ectopia lentis e complicações cardíacas, como prolapso da válvula mitral e aumento da aorta, aumentando a probabilidade de dissecção da aorta. Embora o defeito subjacente na síndrome de Marfan seja a síntese defeituosa da glicoproteína fibrilina I, normalmente um componente importante das fibras elásticas, foi demonstrado que o fenótipo da síndrome de Marfan pode ser aliviado pelav adição de um antagonista de TGF-β em camundongos afetados. Isso sugere que, embora os sintomas da síndrome de Marfan possam parecer consistentes com um distúrbio do tecido conjuntivo, o mecanismo está mais provavelmente relacionado ao sequestro reduzido de TGF-β pela fibrilina.

### Síndrome de Loeys-Dietz
A sinalização de TGF-β também é perturbada na síndrome de Loeys-Dietz, que é causada por mutações no receptor de TGF-β.

### Obesidade e diabetes
A via de sinalização TGF-β/SMAD3 é importante na regulação da homeostase da glicose e da energia e pode desempenhar um papel na nefropatia diabética.
Conforme observado acima na seção sobre macrófagos, a perda da sinalização de TGF-β na obesidade é um dos fatores que contribuem para o ambiente inflamatório gerado no caso da obesidade.

### Esclerose múltipla
As células T reguladoras induzidas (iTreg), estimuladas por TGF-β na presença de IL-2, suprimiram o desenvolvimento da encefalomielite autoimune experimental (EAE), um modelo animal de esclerose múltipla (EM) por meio de uma resposta mediada por FOXP3 e IL-10. Isso sugere uma possível função do TGF-β e do iTreg na regulação e no tratamento da esclerose múltipla.
Níveis reduzidos de TGF-β foram observados em pacientes diagnosticados com esclerose múltipla. Sua função na esclerose múltipla pode ser explicada devido ao papel do TGF-β na regulação da apoptose das células Th17. Quando os níveis de TGF-β diminuem, eles não conseguem induzir a apoptose das células Th17. As células Th17 secretam TNF-α, que induz a desmielinização oligodendroglial por meio do receptor 1 de TNF. A diminuição dos níveis de TGF-β leva ao aumento das células Th17 e, subsequentemente, ao aumento dos níveis de TNF-α. Como resultado, ocorre a desmielinização dos neurônios. Também foi observado que o TGF-β induz o crescimento dos oligodendrócitos (células produtoras da bainha de mielina). Portanto, a diminuição dos níveis de TGF-β durante a EM também pode impedir a remielinização dos neurônios.

### Neurológicas
Concentrações mais altas de TGF-β são encontradas no sangue e no líquido cefalorraquidiano de pacientes com doença de Alzheimer em comparação com indivíduos de controle, sugerindo uma possível função na cascata neurodegenerativa que leva aos sintomas e à patologia da doença de Alzheimer. A função do TGF-β na disfunção neuronal continua sendo uma área ativa de pesquisa.

### Outros
A via hiperativa do TGF-β, com um aumento do TGF-β2, foi relatada nos estudos de pacientes com ceratocone.
Há evidências substanciais em estudos com animais e alguns estudos em humanos de que o TGF-β no leite materno pode ser um fator imunorregulador fundamental no desenvolvimento da resposta imunológica do bebê, moderando o risco de doença atópica ou autoimunidade.
O envelhecimento da pele é causado em parte pelo TGF-β, que reduz a gordura subcutânea que dá à pele uma aparência e textura agradáveis. O TGF-β faz isso bloqueando a conversão de fibroblastos dérmicos em células de gordura; com menos células de gordura por baixo para fornecer suporte, a pele fica flácida e enrugada. A gordura subcutânea também produz catelicidina, que é um peptídeo que combate infecções bacterianas.